# Super City Rangers
I Super City Rangers sono stati una società cestistica avente sede ad Auckland, in Nuova Zelanda.
Giocavano nella National Basketball League.